# Gonioryctus oahuensis
Gonioryctus oahuensis är en skalbaggsart som beskrevs av Sharp 1908. Gonioryctus oahuensis ingår i släktet Gonioryctus och familjen glansbaggar. Inga underarter finns listade i Catalogue of Life.